# Elecciones parlamentarias de Venezuela de 1947
Las elecciones parlamentarias de Venezuela de 1947 fueron celebradas el domingo 14 de diciembre para elegir a los nuevos diputados y senadores del Congreso Nacional para I Legislatura, en el marco del cuatrienio provisional 1948-1952, según lo establecido en las disposiciones transitorias de la Constitución de 1947, promulgada 5 meses antes. Los comicios fueron celebrados conjuntamente con las elecciones generales del mismo año, donde fueron elegidos simultáneamente el presidente de la república, los miembros de las asambleas legislativas y los miembros de los concejos municipales del Distrito Federal y de los Territorios Federales.

## Historia
Fueron las primeras elecciones parlamentarias en la historia venezolana celebradas mediante sufragio universal, así como las primeras y únicas bajo la vigencia de la Constitución de 1947, la cual permitió la constitucionalidad y la transparencia de los resultados. Igualmente, las elecciones parlamentarias estuvieron marcadas como las primeras en utilizar el sistema de escrutinio proporcional plurinominal, caracterizado por elegir en cada circunscripción varios representantes mediante listas cerradas y con un cálculo de repartición, permitiendo la representación proporcional de las minorías políticas de acuerdo al resultado electoral, reemplazando así al viejo sistema mayoritario uninominal, vigente de facto en el país desde la proclamación de la independencia en 1811, 
A su vez, históricamente se caracterizaron en haber marcado en otros aspectos importantes; entre ellas, fueron las primeras elecciones parlamentarias desde la asunción del gomecismo (1908) en las cuales permitieron la participación de partidos políticos; las primeras en renovar totalmente a las cámaras del congreso desde 1936; las primeras celebradas mediante voto directo para elegir a los diputados desde 1909, y las primeras en la historia para elegir mediante voto directo a los senadores.
Los comicios fueron convocados en la disposición transitoria segunda de la constitución en julio de 1947, siendo oficial el llamado la votaciones en septiembre del mismo año de parte del Consejo Supremo Electoral, luego de que esta fuera reestructurada por la Junta Revolucionaria de Gobierno, liderado por el presidente Rómulo Betancourt.
Luego de los comicios, los resultados dieron al partido Acción Democrática una victoria aplastante con el 70.8% de los votos, obteniendo 83 de los 110 diputados y 38 de los 46 senadores, asegurando mayoría calificada en ambas cámaras, facilitando la gobernabilidad del estado para el gobierno del electo presidente Rómulo Gallegos. La participación electoral rondó el 76%.

## Resultados

### Escrutinio y distribución de escaños
|  | 70.84 % |

|  | 16.95 % |

|  | 4.34 % |

|  | 3.65 % |

|  | 3.34 % |

|  | 0.60 % |

|  | 0.11 % |

|  | 0.10 % |

|  | 0.07 % |

|  | 100.00 % |

| \| Voto popular \| Voto popular \| Voto popular \| Voto popular \| Voto popular \| \| ------------ \| ------------ \| ------------ \| ------------ \| ------------ \| \| \| \| \| \| \| \| AD \| AD \| \| 70.8 % \| 70.8 % \| \| COPEI \| COPEI \| \| 16.95 % \| 16.95 % \| \| URD \| URD \| \| 4.34 % \| 4.34 % \| \| PCV \| PCV \| \| 3.65 % \| 3.65 % \| \| UFR \| UFR \| \| 3.34 % \| 3.34 % \| \| Otros \| Otros \| \| 0.88 % \| 0.88 % \| |       |  |         |         |
| Voto popular |       |  |         |         |
| |       |  |         |         |
| AD | AD    |  | 70.8 %  | 70.8 %  |
| COPEI | COPEI |  | 16.95 % | 16.95 % |
| URD | URD   |  | 4.34 %  | 4.34 %  |
| PCV | PCV   |  | 3.65 %  | 3.65 %  |
| UFR | UFR   |  | 3.34 %  | 3.34 %  |
| Otros | Otros |  | 0.88 %  | 0.88 %  |

| \| Escaños en la Cámara \| Escaños en la Cámara \| Escaños en la Cámara \| Escaños en la Cámara \| Escaños en la Cámara \| \| -------------------- \| -------------------- \| -------------------- \| -------------------- \| -------------------- \| \| \| \| \| \| \| \| AD \| AD \| \| 75.5 % \| 75.5 % \| \| COPEI \| COPEI \| \| 14.5 % \| 14.5 % \| \| URD \| URD \| \| 3.6 % \| 3.6 % \| \| PCV \| PCV \| \| 2.7 % \| 2.7 % \| \| UFR \| UFR \| \| 2.7 % \| 2.7 % \| \| PLP \| PLP \| \| 0.9 % \| 0.9 % \| |       |  |        |        |
| Escaños en la Cámara |       |  |        |        |
| |       |  |        |        |
| AD | AD    |  | 75.5 % | 75.5 % |
| COPEI | COPEI |  | 14.5 % | 14.5 % |
| URD | URD   |  | 3.6 %  | 3.6 %  |
| PCV | PCV   |  | 2.7 %  | 2.7 %  |
| UFR | UFR   |  | 2.7 %  | 2.7 %  |
| PLP | PLP   |  | 0.9 %  | 0.9 %  |

| \| Escaños en el Senado \| Escaños en el Senado \| Escaños en el Senado \| Escaños en el Senado \| Escaños en el Senado \| \| -------------------- \| -------------------- \| -------------------- \| -------------------- \| -------------------- \| \| \| \| \| \| \| \| AD \| AD \| \| 82.6 % \| 82.6 % \| \| COPEI \| COPEI \| \| 8.7 % \| 8.7 % \| \| URD \| URD \| \| 2.2 % \| 2.2 % \| \| PCV \| PCV \| \| 2.2 % \| 2.2 % \| \| UFR \| UFR \| \| 4.3 % \| 4.3 % \| |       |  |        |        |
| Escaños en el Senado |       |  |        |        |
| |       |  |        |        |
| AD | AD    |  | 82.6 % | 82.6 % |
| COPEI | COPEI |  | 8.7 %  | 8.7 %  |
| URD | URD   |  | 2.2 %  | 2.2 %  |
| PCV | PCV   |  | 2.2 %  | 2.2 %  |
| UFR | UFR   |  | 4.3 %  | 4.3 %  |

### Resultados por Entidad Federal
| Resultados para la Cámara de Diputados por Entidad federal |
| ---------------------------------------------------------- |
|                                                            |
| Resultados para el Senado por Entidad federal              |
|                                                            |